# Sainte-Croix-Volvestre
Sainte-Croix-Volvestre település Franciaországban, Ariège megyében. Lakosainak száma 652 fő (2022. január 1.). Sainte-Croix-Volvestre Fabas, Lasserre, Mérigon, Tourtouse, Lahitère, Montberaud, Montbrun-Bocage, Montesquieu-Volvestre és Le Plan községekkel határos.

## Népesség
A település népessége az elmúlt években az alábbi módon változott:
| Lakosok száma | 502  | 520  | 585  | 654  | 641  | 634  | 626  | 620  | 631  | 652  |
|               | 1968 | 1982 | 1990 | 2006 | 2013 | 2015 | 2017 | 2019 | 2020 | 2022 |